# Notanisomorphella femorata
Notanisomorphella femorata är en stekelart som beskrevs av Girault 1913. Notanisomorphella femorata ingår i släktet Notanisomorphella och familjen finglanssteklar. Inga underarter finns listade i Catalogue of Life.